# Gerra brephos
Gerra brephos är en fjärilsart som beskrevs av Max Wilhelm Karl Draudt 1919. Gerra brephos ingår i släktet Gerra och familjen nattflyn. Inga underarter finns listade i Catalogue of Life.